# Edetanos
Edetanos es el gentilicio de las personas que vivieron en el territorio de Edeta. Y se conoce así tanto a los íberos edetanos como a los romanos de la ciudad de Leiria (actual Liria). Con una superficie aproximada de 8.545 km², la Edetania  ocupaba el sur de la provincia de Castellón y las dos terceras partes septentrionales de la provincia de Valencia. Sus límites fueron al norte el río Mijares (Udiva), al oeste las sierras de Javalambre y Gúdar y el valle del río Cabriel, al sur el río Júcar (Sucro) y al este el mar Mediterráneo, aunque no todos los autores coinciden en cuáles fueron los límites norte y oeste. Limitaban al norte con los Ilercavones, al noroeste con los Sedetanos, al oeste con los Olcades y al sur con los Contestanos.

## Las fuentes clásicas y la Edetania romana
Los principales autores clásicos que citan Edeta son Estrabón (siglo I a. C.), Plinio el Viejo (siglo I) y Ptolomeo (siglo II). Según Estrabón, geógrafo e historiador griego, el Ebro era el límite norte. Según Plinio el Viejo el río Udiva (Mijares), y según Ptolomeo, en una posible confusión con la Sedetania, la actual Zaragoza sería edetana. 
Ocupaba las actuales comarcas del Alto Mijares, La Plana Baja, el Alto Palancia, Los Serranos, el Campo de Turia, el Campo de Morvedre, la Hoya de Buñol, la Huerta Norte, la Huerta Oeste, la Huerta Sur, Valencia, la Ribera Alta, la Ribera Baja y es probable que también la comarca de Requena-Utiel. Aunque algunos autores piensan que territorios como Kelin (Caudete de las Fuentes), no formaban ya parte de la Edetania.
La Edetania de la fuentes literarias que según la Historia Natural de Plinio el Viejo se extendía del Sucro (Júcar - Valencia) al Udiva (río Mijares - Castellón), no parece haber tenido esa definición geográfica antes de la conquista de Hispania. Hace tiempo que Robert C. Knapp demostró que los territorios como Contestania, Edetania etc. alcanzaron el estatus de «Regiones» con el fin de consolidar el dominio romano en el litoral hispano durante la primera fase de la conquista romana.

## La Edetania ibérica
Las fuentes más antiguas los llaman eisdetes (siglos X-V a. C.).
Desde un punto de vista sociopolítico los edetanos, que sin duda ocupaban los territorios definidos posteriormente como Regio Edetania, no se organizaban como un reino con una capital y unas fronteras, sino como un conjunto de ciudades independientes que podían confederarse, en circunstancias extraordinarias como aquellas recogidas por las fuentes escritas (segunda guerra púnica; conquista de Hispania).
El protagonismo de Edeta (Tossal de Sant Miquel de Llíria) en la actual Liria sin duda se debe a que Edecón/Edesco su régulo encabezó esta probable confederación durante aquel período tan detalladamente descrito por los historiadores clásicos.

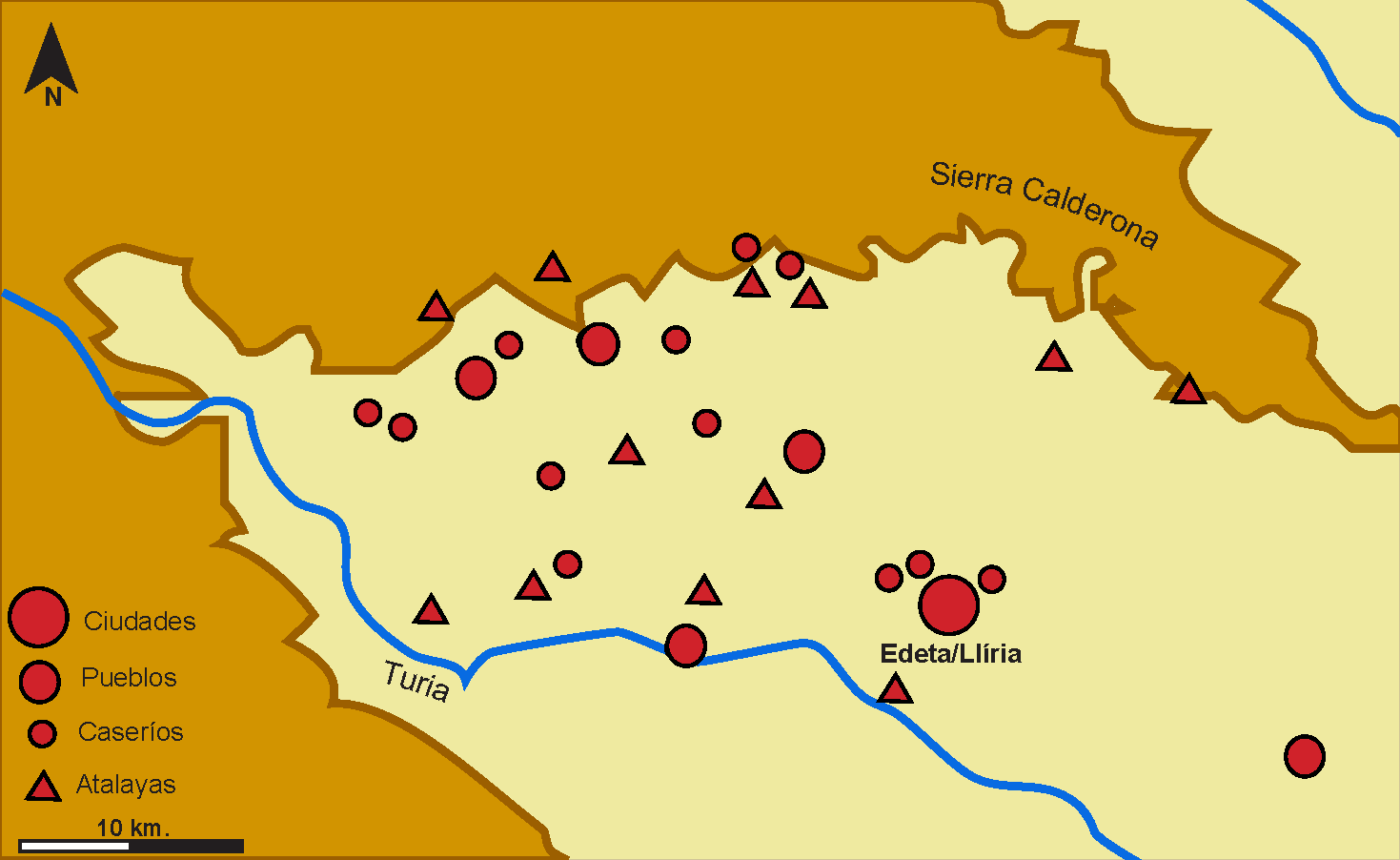
Edeta y su territorio durante el período Ibérico Pleno, según Bernabeu, Bonet y Mata.

Hay que considerar sin embargo que un jefe de confederación tribal tenía poderes muy limitados; alcanzaba ese rango de liderazgo como primus inter pares (primero entre los iguales), poco más que un portavoz sin autoridad sobre los demás jefes de su propia confederación.
Las ciudades más importantes de la Edetania íbera fueron Edeta, que pudo tener circunstancial y esporádicamente un papel de capital y centro administrativo del territorio, Sucro, en el entorno de la actual Albalat de la Ribera, la Carencia de Turís, el Pico de los Ajos en Yátova, La Punta d'Orleyl en la Vall de Uxó y Arse (Sagunto).
Fuera de las circunstancias extraordinarias descritas por las fuentes literarias, el territorio de Edeta quedó circunscrito a la actual comarca del Campo de Turia y delimitado por la Sierra Calderona al norte, el Turia y el macizo de las Rodanas al sur y suroeste y el glacis de Paterna al este. Alrededor de la gran ciudad Edeta, situada en la actual montaña de San Miguel de Liria, se ubicaba una serie de caseríos, villas y fortines vigía, como el Puntal dels Llops, el Castellet de Bernabé, La Torre Seca, la Cova Foradada, la Monravana o la Seña.
Cronológicamente, las evidencias arqueológicas establecen la ocupación de Liria desde la Edad del Bronce, pero la expansión de Edeta en el Campo de Turia se produce solamente a partir del siglo V a. C. Antes de esta fecha no existen pruebas de una ocupación efectiva y organizada del territorio circundante, exceptuando algún asentamiento aislado. La ocupación del Campo de Turia, que se puede considerara como una auténtica colonización por parte de Edeta y de la cual se conocen más de 30 asentamientos, habría sido consecuencia del aumento demográfico acarreado por la mejora de rendimientos agrícolas gracias al uso del hierro. Finalmente, las excavaciones han demostrado que el poder de Edeta se desmoronó a principios del siglo II a. C. con la destrucción de la ciudad y de gran parte de los poblados de su territorio. Aquello que las fuentes denominan Regio Edetania sería configurado a partir de ese momento, bajo una dominación romana.

## La cultura material de los Edetanos
La realidad tribal edetana no se identifica con materiales arqueológicos específicos ya que los Edetanos compartían la mayor parte de su expresión cultural con sus vecinos, fuesen contestanos, ilercavones, sedetanos u olcades. Por otra parte, sólo se conoce consistentemente la cultura material de la época previa a la conquista romana. Pese a esta limitación, se pueden definir características precisas en el urbanismo, la artesanía, la epigrafía o la economía.

## Poblados de calle central

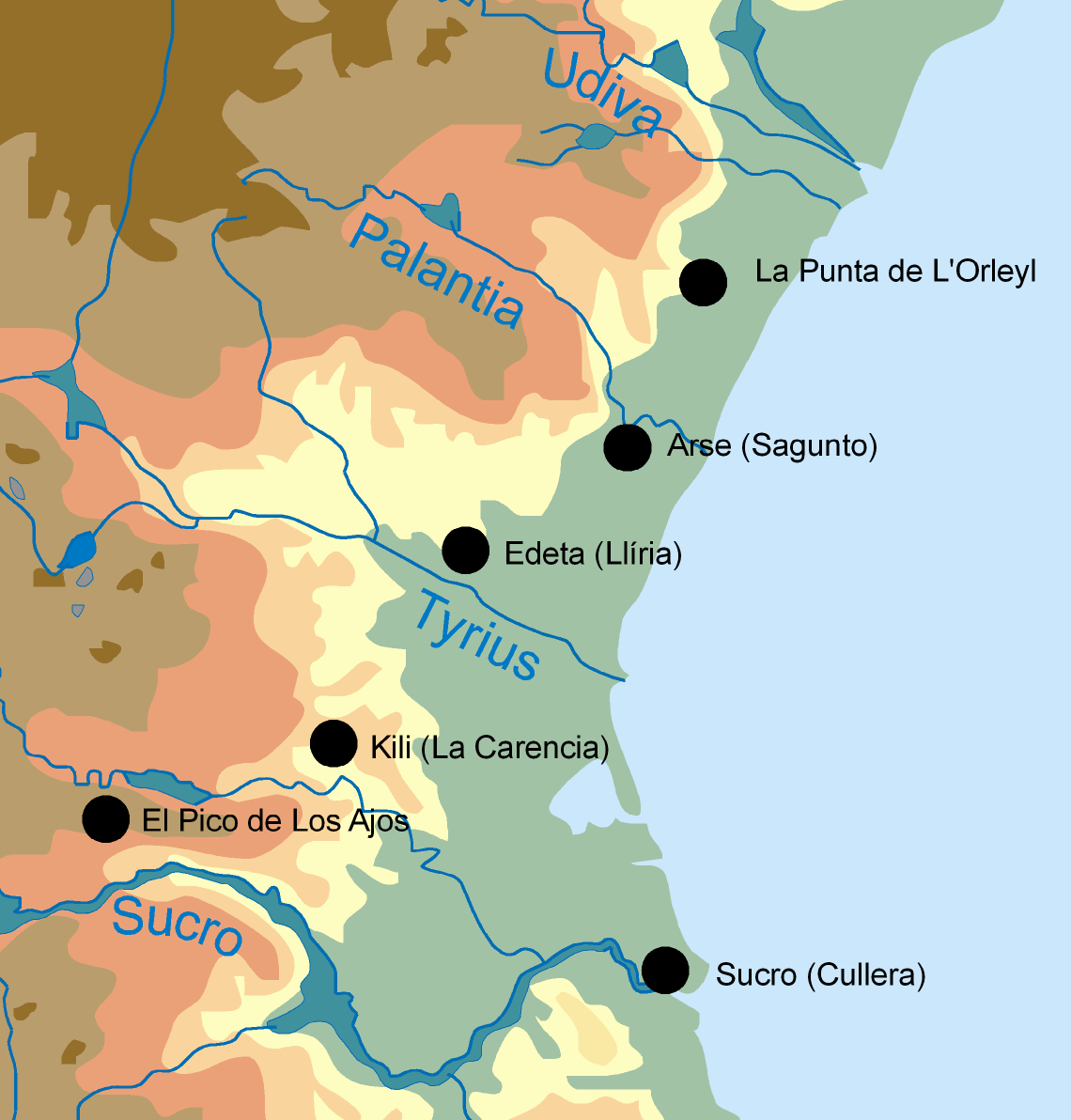
Las ciudades edetanas.

Desde la Edad del Bronce, las pequeñas comunidades sedentarias del territorio comprendido entre la cuenca del Júcar y el Bajo Ebro establecen algunos de sus asentamientos siguiendo el modelo urbanístico de calle central. Los exponentes más antiguos de esta realidad aparecen en ambos extremos del territorio, como Genó en el Bajo Segre, o la Muntanya Assolada en Alcira, lo cual dificulta el establecimiento de un origen geográfico. Lo cierto es que durante el período Ibérico Pleno dicho modelo, desconocido al Sur del Júcar, proporciona sus ejemplos más emblemáticos en el territorio edetano: La Rotxina (Sot de Ferrer), Puntal dels Llops (Olocau), Castellet de Bernabé (Liria), entre otros.

## Las cerámicas de estilo  de Liria-Oliva

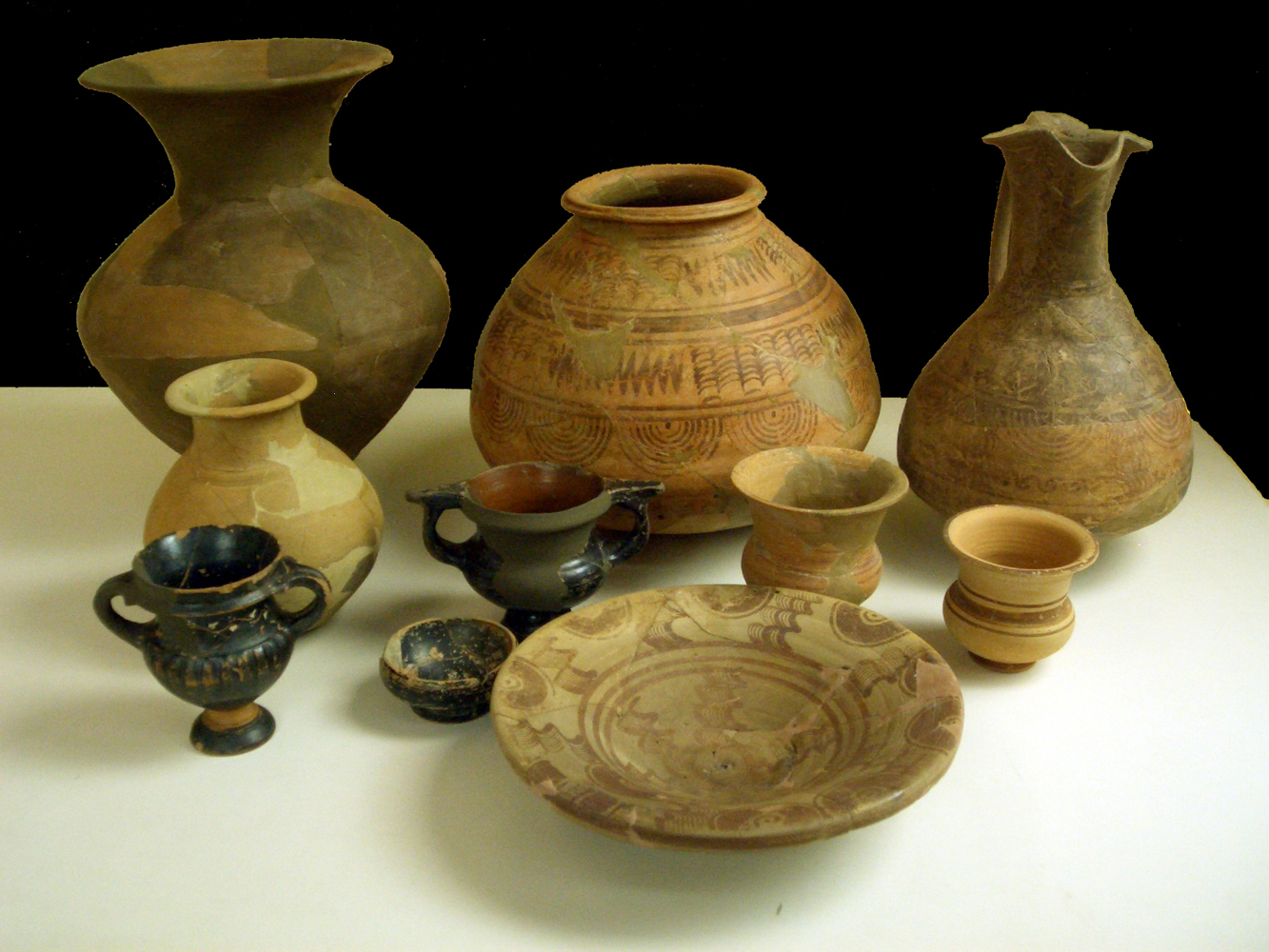
Vajilla doméstica del Castellet de Bernabé.

Los edetanos alcanzaron un alto nivel de perfección en la tecnología de la cerámica a torno hasta el punto que las producciones modeladas a mano desaparecieron completamente de su repertorio durante el período ibérico antiguo. En cambio éstas siguieron vigentes hasta la época romana al norte del Mijares, en el territorio de los Ilercavones. Durante el período Ibérico Pleno la tipología de la cerámica edetana consolidó un extenso repertorio de formas estereotipadas de vajilla de mesa, almacenaje, cocina, tocador y liturgia, que muestran un dominio absoluto de la materia prima arcillosa, a menudo exenta de desgrasantes y de las técnicas de cocción, sea oxidante o reductora. Las artes decorativas de las cerámicas, inicialmente por aplicación de motivos geométricos de color rojo vinoso o incluso polícromos, en continuidad con la tradición fenicia que les dio origen, sufren al final del siglo III a. C. un salto cualitativo al incorporar representaciones florales, epigráficas y narrativas. La llamada escuela Liria-Oliva consiste en un estilo decorativo narrativo en el que se ponen en escena personajes de ambos sexos ocupados en actividades como el combate, la caza o la vida espiritual. Las excavaciones de Liria han proporcionado la más famosa y extensa colección de este estilo destacando el Vaso de los Guerreros con Coraza, el Vaso de los  Guerreros, el Vaso de la Batalla Naval o el Kalathos de la Danza. El nombre de Líria-Oliva se debe a que en la época de su definición, el poblado contestano del Castellar de Oliva constituía el punto más meridional de dispersión de este tipo de hallazgos. Impulsada por las aristocracias del período Ibérico Pleno, esta producción de bienes de prestigio de distribución predominantemente urbana pudo en un principio difundirse desde un único centro, pero el mecanismo de la emulación competitiva sin duda incentivó rápidamente otras producciones, cuya difusión se extiende con variaciones estilísticas desde Burriana hasta la Albufereta de Alicante y desde Sagunto hasta Los Villares de Caudete de las Fuentes. Cronológicamente, se enmarca entre mediados del siglo III a. C. y el siglo I a. C. Las excavaciones de Valencia proporcionaron ejemplares tardorrepublicanos donde se observa la decadencia del estilo ya que las representaciones meramente decorativas de frisos de animales han perdido su contenido narrativo.
Debido a la riqueza de su corpus documental, el estilo de Liria-Oliva constituye una de las más importantes fuentes arqueológicas de la Cultura Ibérica.